# Manuel Ignacio Pareja y Arteta
Manuel Ignacio Pareja y Arteta  (Guayaquil, 1808 – Quito, 1861) fue prócer de la independencia del Ecuador, militar y diplomático. 

## Biografía
Hijo del Dr. José Joaquín Pareja y Mariscal y de María Josefa Juana Arteta y Calisto. 
Fue bautizado el 22 de mayo de 1808.
Fue tío materno de Rafael Pérez Pareja, expresidente encargado y posterior exvicepresidente del Ecuador.
Fue tío abuelo materno del eminente jurisconsulto, político, literato y maestro Luis Felipe Borja Pérez (padre).

### Funciones públicas
Se desempeñó como:
- Ministro de lo Interior y de Relaciones Exteriores, en el gobierno del Gral. Juan José Flores, del 10 de mayo de 1834 al 10 de septiembre de 1834; y, en el gobierno de Vicente Rocafuerte, del 10 de septiembre de 1834 al 20 de abril de 1835.
- En 1840 fue designado como Agente diplomático en Madrid.
- Tuvo nombramiento como Encargado de negocios en España del 13 de septiembre al 15 de noviembre de 1841.
- Durante el gobierno de Vicente Rocafuerte también fue Secretario del Jefe Supremo del Estado.
- Fue Diputado a varias legislaturas.

### Matrimonio
Se casó con María Mercedes Matilde Pérez Pareja.

## Fallecimiento
Falleció en Quito en 1861, a la edad de 53 años.